# Rock!!!
Rock!!! var ett musikprogram i Sveriges Television. Tio avsnitt om 45 minuter sändes under våren 2000 i SVT1.
Programledare, manusförfattare och redaktörer var Henrik Schyffert och Per Sindning-Larsen, redaktör var också Andres Lokko.
I programmet satt programledarna på Hard Rock Café och diskuterade rockmusik ur olika perspektiv. Detta varvades med relaterade klipp från Sveriges Televisions arkiv.    

## Programmens teman[4]
1. Staffan Schmidt
2. Sverigevännen
3. MC5 i Finland
4. Finessen
5. Lisbethen
6. Tjejerna
7. Bögjävlar
8. Det går bra för svensk rock utomlands
9. Jörvars gosskör
10. Rocken är farlig